# 薩摩川内市立山田小学校
薩摩川内市立山田小学校（さつませんだいしりつやまだしょうがっこう）は、鹿児島県薩摩川内市東郷町山田にあった市立小学校。

## 概要
薩摩川内市の中部、旧東郷町の東北部に位置している。学校は山地に囲まれた平野部にある。また、学区外から通学できる小規模校入学特別認可制度指定校（特認校）に指定されていた。
2017年、旧東郷町の区域にある藤川小学校、南瀬小学校、鳥丸小学校とともに、東郷小学校へ統合。さらに、東郷中学校との小中一貫教育校を設置することも検討されている。

## 歴史
1878年（明治11年）に創立。1886年（明治19年）に小学校令が施行されたのに伴い山田尋常高等小学校に改称し、1941年（昭和16年）に国民学校令が施行され山田国民学校に改称した。第二次世界大戦終戦後の1947年（昭和22年）に上東郷村立山田小学校に改称、1952年（昭和27年）に上東郷村が町制施行したのに伴い、東郷町立山田小学校に改称した。2004年（平成16年）に東郷町が川内市等と合併し、薩摩川内市となったのに伴い薩摩川内市立山田小学校に改称した。2017年（平成29年）1月10日現在の全校児童は15人で，2017年（平成29年）に139年の歴史に幕がおろされ，薩摩川内市立東郷小学校へ統合された。

## 通学区域
- 薩摩川内市東郷町山田の全域